# FC Amsterdam in het seizoen 1978/79
Het seizoen 1978/1979 was het negende jaar in het bestaan van de Amsterdamse betaaldvoetbalclub FC Amsterdam. De club kwam uit in de Eerste divisie en eindigde daarin op de negende plaats. Tevens deed de club mee aan het toernooi om de KNVB Beker, hierin werd in de tweede ronde verloren van FC Wageningen (0–4).

## Wedstrijdstatistieken

### Eerste divisie
|       | SC Amersfoort | FC Den Bosch '67 | SC Cambuur | FC Dordrecht | Eindhoven | Excelsior | Fortuna SC | De Graafschap | FC Groningen | sc Heerenveen | Helmond Sport | SC Heracles '74 | SVV   | Telstar | SC Veendam | FC Vlaardingen '74 | FC Wageningen | Willem II |
| ----- | ------------- | ---------------- | ---------- | ------------ | --------- | --------- | ---------- | ------------- | ------------ | ------------- | ------------- | --------------- | ----- | ------- | ---------- | ------------------ | ------------- | --------- |
| Thuis | 4 – 1         | 2 – 0            | 1 – 0      | 3 – 0        | 2 – 2     | 1 – 2     | 1 – 1      | 5 – 2         | 0 – 0        | 0 – 1         | 2 – 0         | 2 – 3           | 1 – 1 | 1 – 1   | 4 – 0      | 1 – 0              | 3 – 1         | 1 – 2     |
| Uit   | 0 – 0         | 2 – 1            | 1 – 2      | 2 – 1        | 0 – 0     | 0 – 0     | 2 – 0      | 2 – 0         | 1 – 1        | 2 – 1         | 3 – 5         | 1 – 0           | 2 – 0 | 1 – 1   | 3 – 2      | 0 – 2              | 0 – 1         | 1 – 1     |

### KNVB Beker
| 1e ronde                                              | De Jodan Boys                                                            | 0 – 10 (0 – 3) | FC Amsterdam |
| 19 augustus 1978 Plaats: Gouda Sportpark De Oosterwei |                                                                          |                | 9', 15', 47', 67' Martin Wiggemansen 30', 60' Reinier Slemmer 68' Hans Bouwmeester 75' Cor Swerissen 83', 89' André Wetzel |
| 2e ronde                                              | FC Wageningen                                                            | 4 – 0 (1 – 0)  | FC Amsterdam |
| 15 oktober 1978 Plaats: Wageningen De Wageningse Berg | Jaap van Pelt 41', 72' Eugène van Vijfeijken 52' Jan van Osenbruggen 81' |                | |

## Statistieken FC Amsterdam 1978/1979

### Eindstand FC Amsterdam in de Nederlandse Eerste divisie 1978 / 1979
| Stand | Gespeeld | Gewonnen | Gelijk | Verloren | Punten | Doelpunten voor | Doelpunten tegen |
| ----- | -------- | -------- | ------ | -------- | ------ | --------------- | ---------------- |
| 9e    | 36       | 13       | 11     | 12       | 37     | 52              | 40               |

### Topscorers
| #      | Naam                  | Goal |
| ------ | --------------------- | ---- |
| 1.     | Martin Wiggemansen    | 11   |
| 2.     | Co Stout              | 8    |
| 3.     | Hans Bouwmeester      | 6    |
| 3.     | Ton Kamphues          | 6    |
| 5.     | Willy van Bommel      | 4    |
| 5.     | Joop van Maurik       | 4    |
| 5.     | Leen van de Merkt     | 4    |
| 5.     | Jan Wegman            | 4    |
| 9.     | Reinier Slemmer       | 3    |
| 10.    | Hans Las van Bennekom | 1    |
| 10.    | André Wetzel          | 1    |
| Totaal | Totaal                | 52   |

| #      | Naam               | Goal |
| ------ | ------------------ | ---- |
| 1.     | Martin Wiggemansen | 4    |
| 2.     | Reinier Slemmer    | 2    |
| 2.     | André Wetzel       | 2    |
| 4.     | Hans Bouwmeester   | 1    |
| 4.     | Cor Swerissen      | 1    |
| Totaal | Totaal             | 10   |

## Voetnoten
SC Amersfoort ·
FC Amsterdam ·
FC Den Bosch '67 ·
SC Cambuur ·
FC Dordrecht ·
Eindhoven ·
Excelsior ·
Fortuna SC ·
De Graafschap ·
FC Groningen ·
sc Heerenveen ·
Helmond Sport ·
Heracles '74 ·
SVV ·
Telstar ·
SC Veendam ·
FC Vlaardingen '74 ·
FC Wageningen ·
Willem II